# Municipio de Kozloduy
El municipio de Kozloduy (en búlgaro: Община Козлодуй) es un municipio búlgaro perteneciente a la provincia de Vratsa.
En 2011 tiene 21 180 habitantes, el 90,95% búlgaros y el 8,04% gitanos. Tres quintas partes de la población viven en la capital municipal Kozloduy.
Se ubica en la esquina noroccidental de la provincia y su término municipal es fronterizo con Rumania en la ribera del Danubio.

## Localidades
Comprende la ciudad de Kozloduy y los siguientes cuatro pueblos:
- Bután
- Glózhene
- Kriva Bara
- Harlets